# 理山特区
理山特区（越南语：／）是越南广义省下辖的一个特区，主体部分位于理山岛。

## 地理
理山特区位于南中国海中。主岛为理山岛，是一座全新世时期由火山喷发形成的海岛，全岛最高峰为泰来峰，该山山顶上的死火山口有泰来水库，修筑于2012年。岛上并无常年河流，居民生活用水多依靠泰来水库与水井供给。此外，理山县领土还包括邻近海域的伯拜岛等岛屿。

## 历史
阮朝时，理山岛隶属思义府平山县管辖，划分为安永坊、安海坊2坊。
1993年1月1日，平山县以理山岛的平永社、平安社2社析置理山县，下辖平永社、平安社2社。后来，平永社更名为理永社，平安社更名为理海社。
2003年12月1日，理永社析置安平社，并更名为安永社，理海社更名为安海社。
2020年1月10日，越南国会常务委员会批准撤销安永社、安平社、安海社，改由县直辖各村。
2025年6月，理山县撤销，改制为與坊、社同级别的理山特区。

## 行政区划
理山县2020年以前曾下辖安永社、安平社、安海社3社，2020年越南政府撤销3社，由县直接管辖各村。

## 经济
理山县为海岛县，渔业、水产养殖业长期为全县的支柱产业，全县有渔船约450艘，其中远洋渔船有300艘。此外，理山县的红葱头、独头蒜等农产品也拥有一定的影响力，种植面积达到约330公顷。其中，理山大蒜已经获得越南科技部知识产权局颁发的地理标志证书。但部分生活物资仍然仰赖越南大陸地区定期供给。